# Liar Game (manga)
Liar Game – manga autorstwa Shinobu Kaitaniego, publikowana na łamach magazynu „Shūkan Young Jump” wydawnictwa Shūeisha od lutego 2005 do stycznia 2015. Całość została zebrana w 19 tomach.
W 2007 roku wyemitowano TV dramę opartą na mandze. Drugi sezon był emitowany w latach 2009–2010. Manga została również zaadaptowana na dwa filmy aktorskie: Liar Game: The Final Stage w 2010 roku oraz Liar Game: Saisei w 2012 roku. W 2014 roku premierę miała także k-drama.

## Fabuła
Niezwykle naiwna studentka imieniem Nao Kanzaki otrzymuje paczkę zawierającą 100 milionów jenów oraz notatkę, że została uczestniczką turnieju o nazwie Liar Game. W tym fikcyjnym turnieju uczestnicy są zachęcani do oszukiwania i kłamania, aby zdobyć pieniądze innych graczy, a przegrani są zmuszeni do zaciągnięcia długu proporcjonalnego do swoich strat. Gdy pierwszy przeciwnik Nao, zaufany były nauczyciel, kradnie jej pieniądze, dziewczyna szuka pomocy u oszusta imieniem Shinichi Akiyama. Dzięki współpracy udaje im się go pokonać, jednak Nao i Akiyama decydują się spłacić jego dług i przejść do kolejnych rund turnieju, stawiając czoła bezwzględnym uczestnikom. Jednocześnie próbują uwolnić swoich przeciwników od długów i pokonać organizację Liar Game od środka.

## Manga
Seria była publikowana w magazynie „Shūkan Young Jump” od 17 lutego 2005 do 22 stycznia 2015. Wydawnictwo Shūeisha zebrało jej rozdziały w 19 tankōbonach, które ukazywały się od 16 września 2005 do 17 kwietnia 2005.
| Nr | Data wydania (język japoński) | ISBN (język japoński)  |
| -- | ----------------------------- | ---------------------- |
| 1  | 16 września 2005              | ISBN 978-4-08-876855-7 |
| 2  | 19 stycznia 2006              | ISBN 978-4-08-877024-6 |
| 3  | 19 października 2006          | ISBN 978-4-08-877151-9 |
| 4  | 18 maja 2007                  | ISBN 978-4-08-877273-8 |
| 5  | 19 września 2007              | ISBN 978-4-08-877328-5 |
| 6  | 19 grudnia 2007               | ISBN 978-4-08-877369-8 |
| 7  | 19 września 2008              | ISBN 978-4-08-877509-8 |
| 8  | 19 stycznia 2009              | ISBN 978-4-08-877581-4 |
| 9  | 19 sierpnia 2009              | ISBN 978-4-08-877703-0 |
| 10 | 4 listopada 2009              | ISBN 978-4-08-877769-6 |
| 11 | 19 lutego 2010                | ISBN 978-4-08-877805-1 |
| 12 | 19 maja 2010                  | ISBN 978-4-08-877851-8 |
| 13 | 17 września 2010              | ISBN 978-4-08-879026-8 |
| 14 | 24 lutego 2012                | ISBN 978-4-08-879224-8 |
| 15 | 16 marca 2012                 | ISBN 978-4-08-879475-4 |
| 16 | 17 maja 2013                  | ISBN 978-4-08-879547-8 |
| 17 | 20 września 2014              | ISBN 978-4-08-890013-1 |
| 18 | 19 grudnia 2014               | ISBN 978-4-08-890062-9 |
| 19 | 17 kwietnia 2015              | ISBN 978-4-08-890144-2 |

## Live action
Manga została zaadaptowana na TV dramę, którą wyemitowano w 2007 roku na antenie Fuji TV. W latach 2009–2010 emitowany był sezon drugi. W 2010 roku premierę miał film pełnometrażowy Liar Game: The Final Stage, który jest kontynuacją serialu. Jego sequel, zatytułowany Liar Game: Saisei, został wydany w 2012 roku.
K-drama, również zatytułowana Liar Game, była emitowana na kanale tvN w 2014 roku.

## Odbiór
Do 2009 roku manga rozeszła się w nakładzie ponad 3 milionów egzemplarzy.